# Škoda 15 T
Le Škoda 15 T est un tramway à plancher bas intégral produit par Škoda Transportation. 

## Commercialisation
| Pays               | Ville  | Nombre               | Série       | Années de livraison | Réseau            | Observations - Particularités |
| ------------------ | ------ | -------------------- | ----------- | ------------------- | ----------------- | ----------------------------- |
| République tchèque | Prague | 250                  | 9201 à 9450 | 2010 - 2019         | Tramway de Prague | Rames unidirectionnelles      |
| Lettonie           | Riga   | 26 (+20 en commande) |             | 2010 - 2012         | Tramway de Riga   | Rames unidirectionnelles      |